# Sounds of the Season: The Enya Collection
Sounds of the Season: The Enya Collection е четвъртото EP на ирландската певица, композиторка и музикантка Еня, издаден на 28 ноември 2006 г. само в САЩ в магазини Таргет от Райно Кастъм Прадъктс и Ен Би Си Юнивърсъл. EP-то е колекция от шест коледни песни, четири от които са включени в специалното коледно издание на шестия студиен албум на Enya Amarantine (2005). То е преименувано на Christmas Secrets EP за неговото канадско издание с четири песни от Уорнър Брос. и Уорнър Мюзик Канада.

## Предистория
През 2006 г. Таргет Корпорейшън се обръща към Еня, за да запише EP с коледни песни за изключителна дистрибуция в нейните магазини в Съединените щати. Тя приема и прави EP-то в партньорство с Ен Би Си. За първи път изданието е обявено на официалното табло за съобщения на певицата на 10 октомври 2006 г. За да го популяризира, тя изпълнява The Magic of the Night и It's in the Rain за телевизионното шоу „Коледа в Рокфелер“ на 29 ноември 2006 г.

## Списък с песни
Цялата музика е на Еня. Всички текстове са на Рома Райън. Всички песни са продуцирани от Ники Райън (с изключение на песни 2, 4 и 5, които са композирани от Еня и Рома Райън, а песни 1, 3 и 6 са традиционни). Аранжиментът е на Еня и Ники Райън.

### Sounds of the Season: The Enya Collection
1. "Adeste Fidelis (O Come All Ye Faithful)"
2. The Magic of The Night
3. We Wish You a Merry Christmas
4. Christmas Secrets
5. Amid the Falling Snow
6. "Oíche Chiúin (Silent Night)"

### Christmas Secrets EP
1. Adeste Fidelis (O Come All Ye Faithful)
2. The Magic of the Night
3. We Wish You a Merry Christmas
4. Christmas Secrets

## Състав
- Еня – музика, аранжимент
- Ники Райън – аранжимент, инженер, миксиране, продуцент
- Рома Райън – композитор, текстове
- Даниел Поли – дигитален техник
- Дик Бийтъм – мастеризиране
- Саймън Фаулър – фотография
- Шели Хил – изпълнителен продуцент на Ен Би Си Юнивърсъл
- Сю Питърсън – изпълнителен продуцент на Таргет Корпорейшън
- Митра Емами – изпълнителен продуцент на Уорнър Мюзик Груп